# Calidonia (Panamá)
Calidonia es un corregimiento del distrito de Panamá, ubicado en el centro urbano de la Ciudad de Panamá. Fue fundado el 29 de abril de 1915, fecha en la que la ciudad fue dividida en cuatro sectores. Su extremo oriental forma parte de la línea costera de la bahía de Panamá. Limita con los corregimientos de Curundú, Bella Vista y Santa Ana al occidente, norte y sur, respectivamente.

## Toponimia
Entre 1698 y 1699, William Paterson dirigió una colonia escocesa que se asentó en el actual Calidonia. Este bautizó al lugar como Bahía de Caledonia, en honor al nombre latino de Escocia. El español Francisco Silvestre, en sus escritos refiere el nombre del área donde se asentaron los escoceses como "Calidonia" y no "Caledonia", siendo esta una latinización del nombre.

## Historia
Los primeros habitantes se establecieron en las sabanas del actual barrio de San Miguel, en donde había más de 40 bohíos habitados por mestizos y negros.
Durante la unión a Colombia, se registraron numerosos choques entre liberales y conservadores, en la batalla del Puente de Calidonia. El Puente de Calidonia fue lo que hoy es el Museo Afroantillano y el Museo Antropológico Reina Torres de Araúz. 

## Geografía

### Ubicación
| Noroeste: Curundú | Norte: Bella Vista | Noreste: Bella Vista     |
| Oeste: Curundú    |                    | Este: Océano Pacífico    |
| Suroeste: Ancón   | Sur: Santa Ana     | Sureste: Océano Pacífico |

### Barrios
En la actualidad, el corregimiento está conformado por cinco barrios: Calidonia, Marañón, San Miguel, La Exposición y Perejil.

## Educación
En el corregimiento están ubicadas numerosas escuelas primarias, secundarias y técnicas, tanto oficiales como privadas. Entre ellas pueden mencionarse la Escuela Pedro J. Sosa, Federativa de Brasil, República de Chile, República de Venezuela, Escuela Don Bosco, Instituto Comercial Bolívar, entre otras.